# Caecilia volcani
Caecilia volcani är en groddjursart som beskrevs av Taylor 1969. Caecilia volcani ingår i släktet Caecilia och familjen Caeciliidae. IUCN kategoriserar arten globalt som otillräckligt studerad. Inga underarter finns listade.